# Kautujärvenoja
Kautujärvenoja är ett fyra kilometer långt vattendrag i Gällivare kommun. Vattendraget har Kalixälven som huvudavrinningsområde samt är drabbat av miljögifter och förändrade habitat. Kautujärvenoja tillhör Talvirova naturreservat.